# Icius eximius
Icius eximius är en spindelart som beskrevs av William Joseph Rainbow 1899. Icius eximius ingår i släktet Icius och familjen hoppspindlar. Inga underarter finns listade i Catalogue of Life.